# Hán ngữ Đại Từ điển
Không nên nhầm lẫn với Hán ngữ Đại Tự điển
Hán ngữ Đại Từ điển (tiếng Trung: 漢語大詞典/汉语大词典; bính âm: Hànyǔ dà cídiǎn) là bộ từ điển tiếng Trung toàn diện sẵn có nhất hiện nay. Về mặt từ điển học nó có thể sánh ngang với từ điển tiếng Anh Oxford, bao phủ lịch đại của tiếng Trung Quốc, và cung cấp từ những ngữ nghĩa cổ nhất trong các điển tịch cách đây 3000 năm cho đến những nghĩa lóng thời hiện đại. Hán ngữ Đại Từ điển bắt đầu được biên soạn từ năm 1979 do một nhóm hơn 300 học giả và nhà biên soạn từ điển đứng đầu là chủ biên La Trúc Phong (羅竹風, Luo Zhufeng, 1911-1996). 13 tập Hán ngữ Đại Từ điển được xuất bản lần đầu tiên từ năm 1986 cho đến năm 1993.
Hán ngữ Đại Từ điển có trên 23 nghìn mục từ chữ Hán, khoảng 37 vạn từ và 1,5 triệu chú thích. Các mục từ chữ Hán - được sắp xếp theo hệ thống 200 bộ thủ mới - được trình bày dưới dạng phồn thể, còn dạng giản thể được ghi chú trong nội dung mỗi mục từ. Tuy nhiên nghĩa của từ cùng các chú thích đều được ghi dưới dạng giản thể, trừ những chú thích kinh điển.
Tập 13 của từ điển có thêm danh mục từ theo bính âm và số nét cộng thêm phần phụ lục. Một tập danh mục độc lập ấn hành năm 1997 liệt kê 728 nghìn mục từ chữ Hán xếp theo vị trí của nó trong từ và trong cụm từ ngữ giống như là một quyển từ điển tra ngược. Ví dụ như Đạo đức kinh (道德經) được Hán ngữ Đại Từ điển đặt dưới mục từ "Đạo" (道), trong chương danh mục "ngược" này nó được đặt dưới cả hai mục từ "đức" và "kinh". Theo Wilkinson (2000:71), "Mặc dù nặng hơn 20 ký lô và chứa hơn 50 triệu chữ trải dài trên hơn 2 vạn trang giấy 2 cột chữ, Hán ngữ Đại Từ điển là một từ điển dễ được người đọc tận dụng tối đa vì nội dung của nó được sắp xếp rất tốt." Việc sử dụng nó còn trở nên dễ dàng hơn khi Victor Henry Mair biên soạn một bộ danh mục bính âm được sắp xếp đơn theo thứ tự bảng chữ cái vào năm 2004.
Hán ngữ Đại Từ điển có một phiên bản rút gọn chứa trong đĩa CD-ROM phiên bản 2.0, bao gồm 18.013 mục từ, 336.385 từ và 861.956 chú thích. Nó bao gồm giọng phát âm của nữ và của nam phục vụ cho việc phát âm từ và cung cấp cho người đọc hơn 20 cách tra cứu. Phiên bản 3.0 vừa mới được phát hành năm 2007, bao gồm một phần mềm bảo vệ sao chép SecuROM DRM trong phần cài đặt.